# Philohydor lictor
A Philohydor lictor a madarak osztályának a verébalakúak (Passeriformes) rendjébe és a királygébicsfélék (Tyrannidae) családjába tartozó Legatus nem egyetlen képviselője.

## Rendszerezés
Besorolása vitatott, egyes rendszerezők a Pitangus nembe sorolják Pitangus lictor néven.

## Előfordulása
Argentína, Bermuda, Bolívia, Brazília, Kolumbia, Ecuador, Francia Guyana, Guyana, Panama, Peru, Suriname és Venezuela területén honos.

## Alfajai
- Philohydor lictor lictor
- Philohydor lictor panamensis